# Heilige Siziliens
Die 390 Gemeinden Siziliens sind dem Patronat von ungefähr 700 Heiligen unterstellt. Die Heiligenfeste der jeweiligen Schutzpatrone werden oft über mehrere Tage hinweg begangen. Zu den bekanntesten Heiligen Siziliens zählen Agatha, Lucia und Rosalia, die Schutzpatrone der Städte Catania, Syrakus und Palermo.

## Agatha von Catania

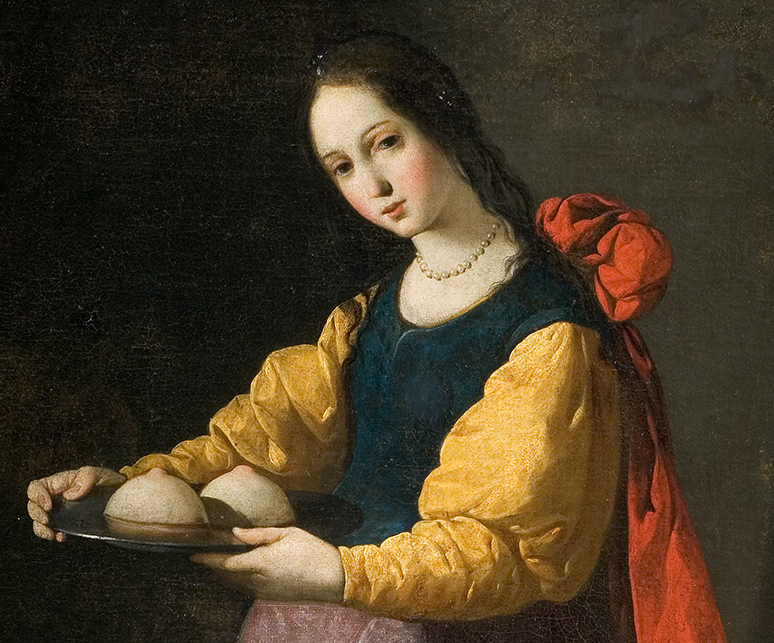
Agatha von Catania

Agatha wurde um 225 in Catania geboren und erlitt dort 250 den Märtyrertod. Der Legende nach blieb Catania dank ihrer Hilfe vor den Lavaströmen des Ätna verschont. Ihre Reliquien liegen in der Kathedrale von Catania. Die hl. Agatha ist die Schutzpatronin der Stadt Catania und wird gegen Ausbrüche des Ätnas und Erdbeben angerufen. Dargestellt wird sie mit einer Fackel oder einer Platte, auf der ihre abgetrennten Brüste liegen. Die Feierlichkeiten ihr zu Ehren dauern vom 3. bis zum 5. Februar, ihrem Gedenktag.

## Lucia von Syrakus

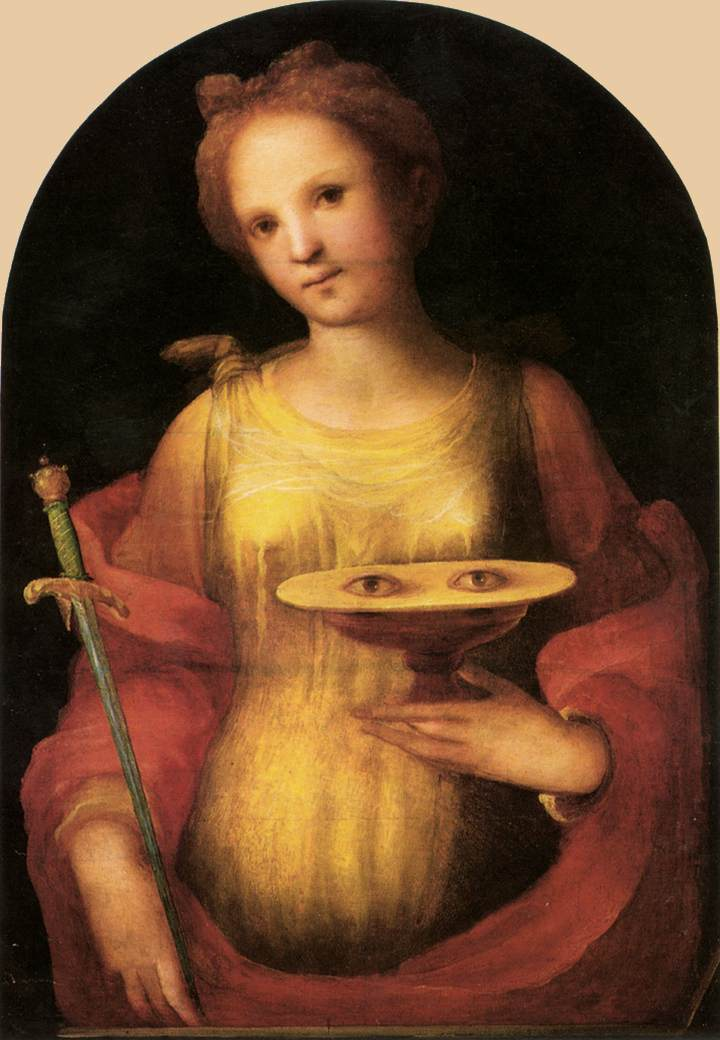
Lucia von Syrakus

Lucia wurde um 286 in Syrakus geboren und starb dort um 304 als Märtyrin. Über den genauen Verbleib ihrer Reliquien herrscht Unklarheit. Lucia ist die Schutzpatronin der Stadt Syrakus. Dargestellt wird sie mit Schwert, Lampe oder Fackel, manchmal auch mit einer Schale, in der ihre Augen liegen. Ihr Gedenktag ist der 13. Dezember.

## Rosalia von Palermo

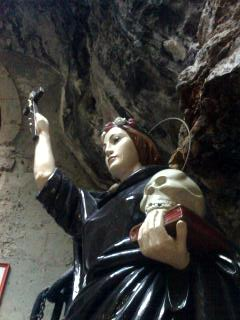
Rosalia

Rosalia wurde um 1100 in Palermo geboren und starb dort um 1160 als Einsiedlerin auf dem Monte Pellegrino. Der Überlieferung zufolge endete in Palermo eine Pestepidemie, als man die Reliquien der hl. Rosalia von ihrer Einsiedelei in einer Prozession in die Stadt trug. Ihre Reliquien befinden sich in der Kathedrale von Palermo.
Rosalia ist die Schutzpatronin der Stadt Palermo und wird gegen die Pest angerufen. Dargestellt wird sie mit aufgelöstem Haar und einem Kranz weißer Rosen, mit Kreuz und Totenkopf. Gedenktage sind der 15. Juli und der 4. September. Im Juli wird ihr zu Ehren ein mehrtägiges Fest veranstaltet, im September eine nächtliche Fackelprozession auf den Monte Pellegrino.

## Weitere Heilige Siziliens

Vitus

- Pancratius von Taormina war der Tradition zufolge der von dem Apostel Paulus eingesetzte erste Bischof von Taormina. Er soll um 40 n. Chr. als Märtyrer gestorben sein. Der Gedenktag des Heiligen war früher der 3. April,  mittlerweile wird er am 8. Juli sowie am 9. Juli gefeiert, dem Tag seines Martyriums.
- Vitus wurde um 297 in Mazara del Vallo geboren und starb um 304 als Märtyrer in Lukanien. Der Überlieferung zufolge wurde er schon im Kindesalter als Christ verfolgt und in Rom trotz seiner Wundertaten in einen Kessel mit siedendem Öl geworfen. Ein Engel rettete ihn und brachte ihn nach Lukanien, wo er kurz darauf starb. Vitus ist einer der vierzehn Nothelfer und der Schutzpatron Siziliens. Dargestellt wird er meist im Ölkessel, mit Palmzweig und Buch, Adler oder Hahn. Sein Gedenktag ist der 15. Juni.
- Ninfa wirkte im 3. Jahrhundert und ist eine der Schutzheiligen Palermos. Ihr Gedenktag ist der 10. November.
- Olivia wirkte im 5. Jahrhundert und ist eine der Schutzheiligen Palermos. Ihr Gedenktag ist der 10. Juni. Dargestellt wird sie meist als junge Frau mit einem Olivenzweig.
- Agatho wurde auf Sizilien geboren und starb 681 in Rom. Er war Benediktiner in Palermo, dann Schatzmeister der Kirche und von 678 bis 681 Papst. Sein Gedenktag ist der 10. Januar.
- Leo, der Nachfolger Agathos, wurde auf Sizilien geboren und starb 683. Er war von 682 bis 683 Papst. Gedenktag ist sein Todestag, der 3. Juli.
- Sergius wurde als Sohn einer syrischen Emigrantenfamilie in Palermo geboren. Er kam unter Papst Adeodatus II. nach Rom, 687 wurde er zum Papst gewählt, am 7. September 701 ist er gestorben. Festtag ist der 8. September.
- Simeon von Trier wurde 980/990 in Syrakus geboren und starb 1035 in Trier. Er war ein byzantinischer Mönch, Pilgerführer und später Eremit. Sein Gedenktag ist der 1. Juni.
- Angelus der Karmelit wurde 1185 in Jerusalem geboren und starb um 1220 in Licata. Er war einer der ersten Karmeliten und kam als Prediger nach Sizilien. Als er einem Großgrundbesitzer Vorwürfe wegen seines Lebenswandels machte, wurde er von diesem erschlagen. Sein Gedenktag ist der 5. Mai.
- Albertus Siculus wurde um 1212 in Trapani geboren und starb um 1307 in Messina. Er war Ordensprovenzial der Karmeliten und bewirkte, dass sich die Sizilianer wieder mehr ihrem Glauben zuwandten. Er ist einer der Schutzpatrone von Trapani und Messina. Gedenktag ist der 7. August.
- Corrado Confalonieri lebte im 14. Jahrhundert als Eremit bei Noto und ist Schutzpatron der Stadt. Sein Gedenktag ist der 19. Februar.
- Benedikt der Mohr wurde 1526 in San Fratello geboren und starb 1589 in Palermo. Er war der Sohn zweier schwarzer Sklaven, die sich taufen ließen. Benedikt wurde deshalb freigelassen. Er lebte als Eremit auf dem Monte Pellegrino und schloss sich dann dem Franziskanerorden in Palermo an, wo er zum Ordensoberen ernannt wurde. Er war der erste Schwarze, der heiliggesprochen wurde und ist einer der Schutzpatrone Palermos. Sein Gedenktag ist der 4. April.
- Bernardo da Corleone wurde 1605 in Corleone geboren und starb 1667 in Palermo. Er trat dem Kapuzinerorden bei, wanderte zunächst von Kloster zu Kloster und verbrachte die letzten fünfzehn Jahre seines Lebens im Kloster von Palermo. Dort pflegte er Kranke und soll bereits zu Lebzeiten wundersame Heilungen bewirkt haben. Sein Gedenktag ist der 12. Januar.
- Felix von Nicosia wurde 1715 in Nicosia geboren und starb 1787 ebenda. Er war Kapuziner und hatte mystische Erscheinungen. Sein Gedenktag ist der 31. Mai.